# Benito García de la Parra
Benito García de la Parra Téllez (* 23. August 1884 in Bargas; † 10. Juli 1953 in Madrid) war ein spanischer Komponist und Musikpädagoge.

## Leben und Wirken
Benito García de la Parra begann seine musikalische Ausbildung in Toledo bei José Fernández und setzte sie am Konservatorium von Madrid bei Pedro Fontanilla und Emilia Serrano fort. Er schloss 1908 sein Studium am Konservatorium mit ersten Preisen in den Fächern Harmonielehre und Komposition ab und erhielt dort im Folgejahr einen Lehrstuhl für Harmonielehre. 1940 wurde er Sekretär und 1944 stellvertretender Direktor des Konservatoriums.
Nach dem Tod Joaquín Turinas wurde er 1949 Mitglied der Real Academia de Bellas Artes de San Fernando. Mit Conrado del Campo und Bartolomé Pérez Casas gründete er die Sociedad Didáctico Musical, deren Präsident er wurde. Außerdem war er auch Präsident der Sociedad Artístico-Musical de Socorros Mutuos. Neben sinfonischen, kirchenmusikalischen und Klavierwerken komponierte er u. a. Cantos populares gallegos und Tríptico gallego für Gesang und Klavier (1923), Bocetos románticos (1934), Castellanas (1940) und Chorversionen von 60 Cantiges König Alfons des Weisen.

## Quelle
- Real Academia de la Historia – Benito García de la Parra Tellez

| Personendaten    | Personendaten                          |
| ---------------- | -------------------------------------- |
| NAME             | La Parra, Benito García de             |
| ALTERNATIVNAMEN  | La Parra Tellez, Benito García de      |
| KURZBESCHREIBUNG | spanischer Komponist und Musikpädagoge |
| GEBURTSDATUM     | 23. August 1884                        |
| GEBURTSORT       | Bargas (Toledo)                        |
| STERBEDATUM      | 10. Juli 1953                          |
| STERBEORT        | Madrid                                 |